# Vùng đô thị Madrid

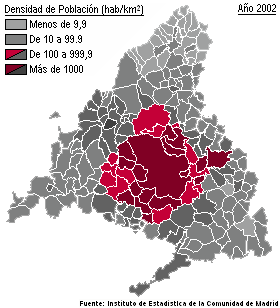
Mật độ dân số Vùng đô thị Madrid.

Vùng đô thị Madrid (tiếng Tây Ban Nha: Área metropolitana de Madrid) là một vùng đô thị bao gồm thủ đô Madrid, Tây Ban Nha và 40 khu tự quản bao quanh. Vùng đô thị này có dân số hơn 5,8 triệu người và diện tích  4.609,7 km². Nó là vùng đô thị lớn nhất Tây Ban Nha và là vùng đô thị lớn thứ 3 tại Liên minh châu Âu và lớn thứ 45 thế giới.
Vùng đô thị này gồm hai vòng như sau:
- Vòng trong (primera corona): Alcorcón, Leganés, Getafe, Móstoles, Fuenlabrada, Coslada, Alcobendas, Pozuelo de Alarcón, San Fernando de Henares
- Vòng ngoài (segunda corona): Villaviciosa de Odón, Parla, Pinto, Valdemoro, Rivas-Vaciamadrid, Torrejón de Ardoz, Alcalá de Henares, San Sebastián de los Reyes, Tres Cantos, Las Rozas de Madrid, Majadahonda, Boadilla del Monte

Các khu ngoại ô lớn nhất về phía nam và nhìn chung dọc theo các tuyến xa lộ chính chạy ra từ Madrid.

## Các khu vực tiểu vùng đô thị

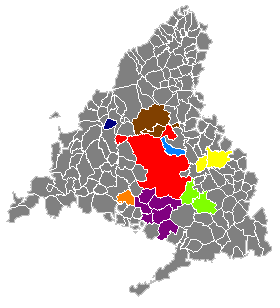
Các khu vực tiểu vùng đô thị Madrid

Một dự án mới đã cho rằng có các khu vực tiểu vùng đô thị trong vùng đô thị Madrid:
| Diện tích tiểu vùng đô thị                                 | Diện tích (km²) | Dân số (pop.) | Mật độ (pop./km²) |
| ---------------------------------------------------------- | --------------- | ------------- | ----------------- |
| Madrid - Majadahonda                                       | 996,1           | 3.580.828     | 3.595,0           |
| Móstoles                                                   | 315,1           | 430.349       | 1.365,6           |
| Fuenlabrada - Leganés - Getafe - Parla - Pinto - Valdemoro | 931,7           | 822.806       | 883,1             |
| Alcobendas                                                 | 266,4           | 205.905       | 772,9             |
| Arganda del Rey - Rivas-Vaciamadrid                        | 343,6           | 115.344       | 335,7             |
| Alcalá de Henares - Torrejón de Ardoz                      | 514,6           | 360.380       | 700,3             |
| Colmenar Viejo - Tres Cantos                               | 419,1           | 104.650       | 249,7             |
| Collado Villalba                                           | 823,1           | 222.769       | 270,6             |
| Vùng đô thị Madrid                                         | 4.609,7         | 5.843.031     | 1.267,6           |